# Karin Söder
Karin Ann-Marie Söder, née Karin Bergenfur le 30 novembre 1928 à Kil et morte le 19 décembre 2015 à Täby, est une femme politique suédoise.
Elle est la première femme nommée à la tête d'un grand parti politique en Suède, en l'occurrence le Parti du centre de 1985 à 1987. Elle avait été auparavant l'une des premières femmes à être ministre des Affaires étrangères dans le monde.

## Biographie

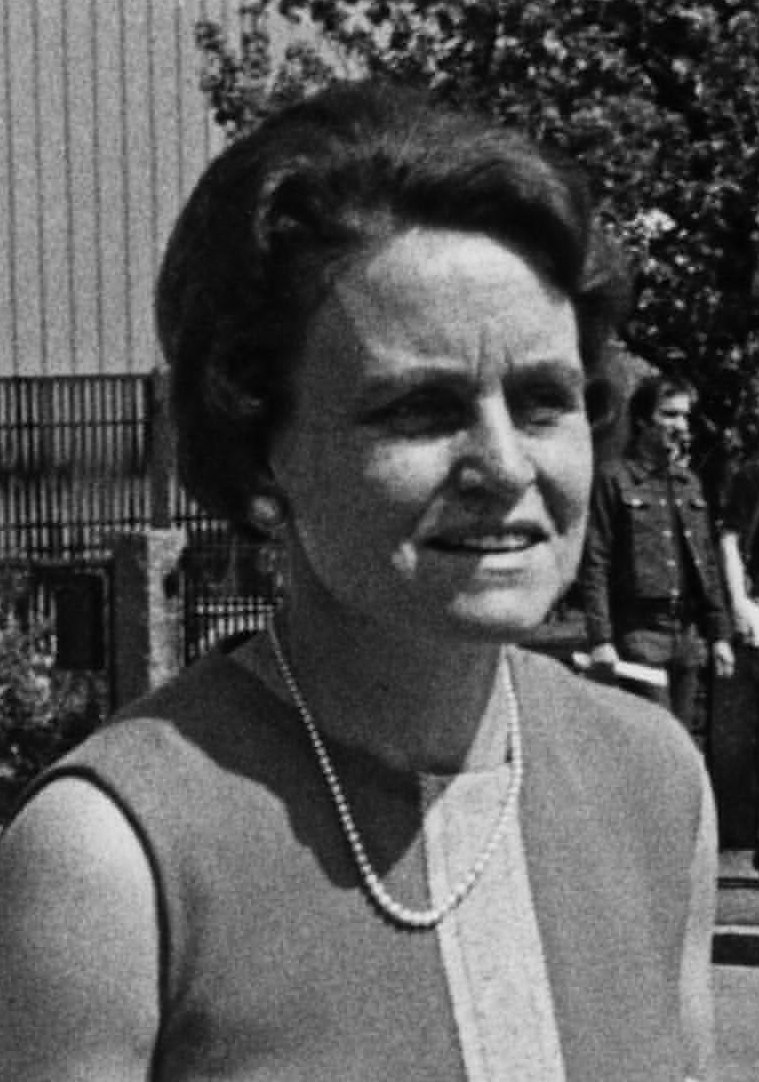

Söder naît à Frykerud, dans la municipalité de Kil et le comté de Värmland. Étudiante à Göteborg puis à Falun, elle travaille comme professeur, d'abord dans le Värmland puis à Täby, au nord de Stockholm. À Täby, elle est membre du conseil local de 1963 à 1971. Puis elle a siège au conseil du comté de Stockholm de 1969 à 1973.  
En 1971 Söder est élue au Riksdag, le parlement suédois - un poste qu'elle occupe jusqu'en 1991. La même année, elle est nommée deuxième présidente adjointe du Parti du centre. En 1976, le Premier ministre Thorbjörn Fälldin, issu du même parti, la nomme ministre des Affaires étrangères. Elle est la première femme à occuper le poste en Suède, et une des premières au monde. Le gouvernement tombe en 1978, après un conflit sur la question du nucléaire. En 1979, le Parti du centre réintègre la coalition au gouvernement. Söder est nommée ministre de la Santé et des Affaires sociales, jusqu'à ce que la coalition de centre-droit perde les élections de 1982.
Un des décisions les plus célèbres de Söder est la fermeture des magasins du Systembolaget, qui détient le monopole sur la vente de boissons alcoolisées, le samedi. Cette mesure reste appliquée jusqu'en 2001.
En 1985, à la suite de la démission de Thorbjörn Fälldin après l'échec du Parti du centre aux élections, Söder en devient la présidente - une première parmi les grands partis suédois. Elle quitte la direction du parti en 1987 pour des raisons de santé.
Au cours de sa carrière, Söder occupe d'autres responsabilités : elle préside l'association Save the Children Suède de 1983 à 1995, et le Conseil nordique à deux reprises, en 1984 et en 1989. Elle est également membre de plusieurs conseils d'administration, notamment Skandia, Wermlandsbanken et l'Institut royal de technologie. 
En 2003, elle co-signe une tribune exhortant ses collègues à voter « oui » au référendum suédois pour l'adoption de l'Euro, contre la ligne officielle du parti - ce qui fait polémique.